# Пиццигеттоне
Пиццигеттоне (итал. Pizzighettone) — коммуна в Италии, располагается в регионе Ломбардия, подчиняется административному центру Кремона.
Население составляет 6845 человек (на 2004 г.), плотность населения составляет 211 чел./км². Занимает площадь 32 км². Почтовый индекс — 26026. Телефонный код — 0372.
Покровителем населённого пункта считается святой Вассиан. Праздник ежегодно празднуется 19 января.